# Cuza Vodă, Călărași
Cuza Vodă este un sat în comuna cu același nume din județul Călărași, Muntenia, România.